# The Chronicles of Narnia: The Lion, the Witch and the Wardrobe
The Chronicles of Narnia: The Lion, the Witch and the Wardrobe —titulada: Las Crónicas de Narnia: El león, la bruja y el ropero en Latinoamérica y Las Crónicas de Narnia: El león, la bruja y el armario en España— es una película de alta fantasía de 2005 dirigida por Andrew Adamson, quien coescribió el guion con Ann Peacock y el equipo de guionistas de Christopher Markus y Stephen McFeely, basada en la novela de 1950 The El león, la bruja y el armario, primera novela cronológica publicada y segunda de la serie de libros infantiles Las crónicas de Narnia de C. S. Lewis. La película es la primera entrega de la serie de películas Las Crónicas de Narnia. Fue producida por Walt Disney Pictures y Walden Media, y distribuida por Buena Vista Pictures Distribution.  
William Moseley, Anna Popplewell, Skandar Keynes y Georgie Henley interpretan a Peter, Susan, Edmund y Lucy Pevensie, cuatro niños británicos evacuados al campo durante el Blitz, que encuentran un guardarropa que los lleva al mundo de fantasía de Narnia, donde se alían con el león Aslan (con la voz de Liam Neeson) contra las fuerzas de la Bruja Blanca (Tilda Swinton).
Las Crónicas de Narnia: El león, la bruja y el armario se estrenó el 7 de diciembre de 2005, seleccionada para el Royal Film Performance, antes de su estreno en cines el 8 de diciembre en el Reino Unido y el 9 de diciembre en los Estados Unidos. La película recibió críticas generalmente positivas de los críticos y fue un éxito de taquilla, recaudando 745 millones de dólares en todo el mundo con un presupuesto de 180 millones de dólares y convirtiéndose en la tercera película más taquillera de 2005. Una edición ampliada se publicó el 12 de diciembre de 2006 en DVD. Combinando ambos lanzamientos de la película, en edición regular y extendida, fue el tercer DVD más vendido y el primero más taquillero en Norteamérica en 2006, recaudando 332,7 millones de dólares ese año. En la 78.ª edición de los Premios de la Academia, la película ganó por Mejor Maquillaje y fue nominada a Mejor Mezcla de Sonido y Mejores Efectos Visuales, mientras que en la 59.ª edición de los Premios BAFTA, ganó por Mejor Maquillaje y Peluquería y fue nominada a Mejor Diseño de Vestuario y Mejores Efectos Visuales Especiales. La partitura fue nominada a Mejor Música Original y la canción " Wunderkind " de Alanis Morissette fue nominada a Mejor Canción Original en la 63.ª edición de los Globos de Oro . La partitura también fue nominada a Mejor Álbum de Banda Sonora para Película, Televisión u Otros Medios Visuales y la canción "Can't Take It In" de Imogen Heap fue nominada a Mejor Canción Escrita para Película, Televisión u Otros Medios Visuales en la 49.ª edición de los Premios Grammy.
A El león, la bruja y el armario le siguieron El príncipe Caspian en 2008 y La travesía del viajero del alba en 2010. Las tres películas han recaudado un total de 1.500 millones de dólares en todo el mundo.

## Argumento
En el barrio londinense de Finchley, los hermanos Pevensie, Peter de 13 años, Susan de 12 años, Edmund de 10 años y Lucy de 8 años, están en peligro debido al ataque de bombarderos alemanes durante la Segunda Guerra Mundial y son vistos obligados a ser evacuados a la casa de campo del profesor Digory Kirke, que no está acostumbrado a tener niños en su casa, tal como la señora Macready, la estricta ama de llaves, explica. 
Mientras que los Pevensie están jugando al escondite, Lucy descubre un armario y entra en un mundo de fantasía invernal llamado Narnia. Al llegar a un poste de luz, Lucy se encuentra con un fauno, el Sr. Tumnus, que le cuenta sobre la tierra a la que ha entrado y la invita a su casa. Él pone a Lucy a dormir al tocar una canción de cuna con su flauta. Cuando Lucy se despierta, encuentra a Tumnus afligido, y le explica que Jadis, la Bruja Blanca, ha maldecido Narnia y la ha puesto en un invierno durante los últimos 100 años. Explica que si todo habitante de Narnia se encuentra a un ser humano lo ha de llevar ante ella. Tumnus no se atreve a secuestrar a Lucy, por lo que la envía de regreso. Cuando Lucy regresa a la casa del profesor Kirke, descubre que no ha pasado la misma noción del tiempo que en el mundo normal; Lucy corre a contarle a sus hermanos lo que ha descubierto, pero ellos creen que está diciendo mentiras y, cuando miran en el armario, no descubren nada en absoluto.
Una noche, Edmund sigue a Lucy hacia el armario. Entra a Narnia y así, después de buscar a Lucy, conoce a Jadis, quien dice ser la "Reina de Narnia". Ella le ofrece golosinas, así como la perspectiva de convertirse en rey y tener poder sobre sus hermanos si los lleva a su castillo. Después de que ella se marcha, Edmund y Lucy se reúnen de nuevo y vuelven a la casa del Profesor Kirke; Lucy le dice a Peter y Susan lo que pasó pero, por desgracia, Edmund miente, diciendo que sólo estaba fingiendo jugar con ella. Lucy llora y se va de la habitación corriendo, cuando se topa con el Profesor Kirke, que habla con Peter y Susan sobre por qué Lucy lloraba y el descubrimiento que ha hecho su hermana más pequeña, y el profesor sugiere que ella posiblemente sí está diciendo la verdad, a pesar de que los hermanos no están convencidos. 
A la mañana siguiente, los cuatro deciden jugar afuera de la casa, hasta que, accidentalmente, Edmund rompe una ventana y la señora Macready los descubre. Los hermanos huyen y, al no tener ninguna otra opción, terminan escondiéndose en el armario, donde finalmente todos entran a Narnia y se dan cuenta de que Lucy decía la verdad. Cuando entran, Lucy se topa con la casa del Sr. Tumnus, la cual fue saqueada, y descubre que ha sido llevado por Jadis acusado de alta traición, al no llevar a Lucy ante ella. Cuando los cuatro salen de la casa del Sr. Tumnus, conocen al señor y la señora Castor, quienes los invitan a su casa y les cuentan acerca de Aslan. De acuerdo con los castores, Aslan tiene la intención de tomar el control de Narnia sobre la Bruja, pero los cuatro deben ayudar a Aslan; se ha profetizado que si dos hijos de Adán y dos hijas de Eva se sientan en los cuatro tronos, el reinado del terror de la Bruja Blanca ha de terminar.
Mientras están en la casa de los castores, Edmund se escapa para visitar a Jadis. Cuando llega a su castillo, ella está enojada de que él no cumplió su promesa de traerle a sus hermanos. Por lo tanto, envía a los lobos para matar a los niños y los castores, que apenas pudieron escapar. Por su incumplimiento, Jadis encadena a Edmund en la prisión de su castillo, donde conoce a Tumnus. Las exigencias de la bruja hacen que Edmund revele dónde están sus hermanos y todo lo que el castor les dijo sobre Aslan. Después, Tumnus interfiere diciendo que Edmund no sabe lo que dice, para después ser llevado afuera de la prisión, donde es transformado en piedra por el bastón maldito de Jadis, la Bruja Blanca.

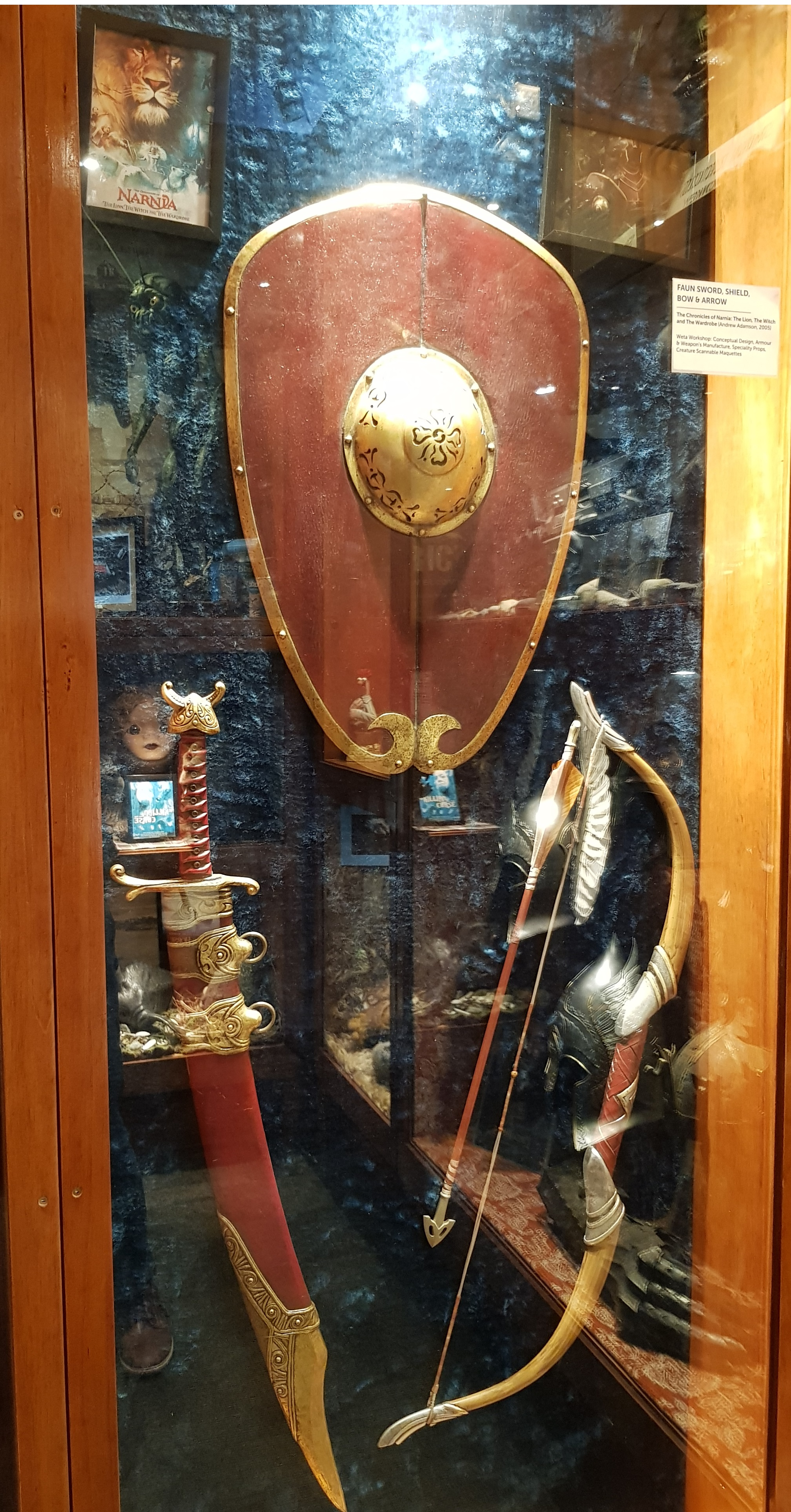
Armas de Las crónicas de Narnia: El león, la bruja y el armario. Se encuentran en la Wellington, Nueva Zelanda.

Mientras, Peter, Susan, Lucy y los castores viajan, escuchan un trineo acercándose, pensando que están siendo perseguidos por Jadis. Huyen y se esconden, pero después descubren que quien los estaba siguiendo es realmente Papá Noel, una señal de que el reinado de la Bruja está terminando. Papá Noel les da obsequios para protegerse y prepararse para la guerra que va a poner fin al reinado del terror de Jadis. A Lucy le obsequia un cordial de sanación que traerá de nuevo a la vida a cualquier muerto y una daga para defenderse. Susan recibe un arco y flechas y un cuerno mágico para pedir ayuda donde quiera que esté cuando se sopla, y a Peter una espada y un escudo.
Después de evadir a los lobos, liderados por Maugrim, el líder, el grupo alcanza el campamento de Aslan. Aslan se revela como un león, enorme y noble, que promete ayudar a traer a Edmund de vuelta. Más tarde, dos lobos emboscan a Lucy y Susan, que estaban jugando en un río. Cuando Peter interviene para defender a sus hermanas, Maugrim lo ataca, y Peter lo mata con su espada. Algunas de las tropas de Aslan siguen al otro lobo que salió huyendo al campamento de la bruja y rescatan a Edmund. Gracias a la hazaña realizada, Peter es nombrado capitán del ejército por Aslan. 
Después, Jadis hace una visita al campamento de Aslan, donde reclama que todo aquel que decida revelarse como traidor de Aslan (refiriéndose a Edmund), por ley, su sangre le pertenece a Jadis y tiene que ser sacrificado. Sin embargo, Aslan le dice a la Bruja que hablará con ella de manera privada en su tienda, donde ofrece en secreto sacrificarse en lugar de Edmund. Esa noche, Lucy se despierta al escuchar a Aslan caminar cerca de su tienda. Lucy despierta a Susan y las dos deciden seguirlo por el bosque para saber a dónde se dirige. Aslan se da cuenta de ello y les dice que pueden acompañarlo por un momento, hasta que llegan a un punto donde él les dice que tiene que continuar solo. Susan y Lucy se rehúsan a regresar sin saber a dónde se dirige Aslan, así que lo siguen de nuevo, donde encuentran que el destino de Aslan era una secta, liderada por Jadis en la Mesa de Piedra, donde después de un rato, Aslan es atado y sacrificado por Jadis. Después de que la Bruja y sus esbirros se retiraran de la mesa de piedra para apoderarse de Narnia, Susan y Lucy se quedan junto al cuerpo sin vida de Aslan. Cuando inicia el amanecer, deciden que es tiempo de volver, entonces se levantan y escuchan un crujido, proveniente de la mesa. Cuando voltean a ver de qué se trata, ven que el cadáver de Aslan desapareció misteriosamente. Hasta que después, ven la silueta de Aslan, quien había resucitado. Él les explica que resucitó porque "hay una magia más profunda que la Bruja no sabe" (El que se sacrifica siendo inocente en lugar del traidor, la mesa de piedra se romperá, incluso la misma muerte dará marcha atrás). Aslan lleva a Susan y Lucy al castillo de Jadis, donde libera a todos los prisioneros que la bruja convirtió en piedra para reunir más tropas.
Edmund persuade a Peter para dirigir el ejército de Aslan y luchar contra la Bruja Blanca y su ejército (después conocida como Batalla de Beruna). Durante la guerra, Edmund ataca a Jadis, evitando que ella mate a Peter con su varita de hielo, pero la Bruja consigue anticipar su ataque e intenta petrificar a Edmund con su varita de hielo, pero este lo evita y lo destruye, haciendo que la varita ya no sirva y provocando que Jadis se enoje y acabe dejando a Edmund gravemente herido. Peter vio esto y al ver como Jadis hirió a Edmund de gravedad, enfurece y va tras la Bruja. Mientras Peter seguía luchando contra la Bruja, Aslan llega con muchos refuerzos y se echa sobre Jadis. Ambos se miran entre caras y el león la mata, comiéndose su cara, dando por ganada la Batalla de Beruna. Más tarde, Edmund es revivido con la sanación cordial de Lucy y la guerra termina, después de que Lucy se encargara de revivir a los heridos y Aslan a los petrificados. Así, los Pevensie son coronados Reyes y Reinas de Narnia. 
Quince años después de su coronación, los niños Pevensie han crecido hasta convertirse en hombres y mujeres jóvenes. Mientras los cuatro cabalgan, persiguen a un ciervo blanco a través del bosque, y se encuentran con el faro que Lucy vio en su primer viaje a Narnia. Ellos bajan de los caballos y hacen su camino a través de los árboles, llegando al armario y llegando a la casa del profesor Kirke, al mismo tiempo y día, donde los cuatro entraron por primera vez mientras huían de la señora Macready, convirtiéndose en niños de nuevo. Después de haber regresado, Lucy hace varios intentos para regresar a Narnia a través del armario. Durante una noche, en la que Lucy estaba intentando regresar, el profesor Kirke la encuentra frente al armario y le dice que no es posible volver por ahí, ya que este lo intentó durante muchos años y nunca pudo conseguirlo, y le menciona que, probablemente, ella y sus hermanos regresarán a Narnia cuando menos se lo esperen.

## Elenco
- William Moseley como Peter Pevensie, el mayor de los cuatro hijos de Pevensie.
  - Noah Huntley como el adulto Peter Pevensie, que creció como rey en Narnia.
- Anna Popplewell como Susan Pevensie, la segunda hija mayor de los cuatro hijos de Pevensie.
  - Sophie Winkleman como la adulta Susan Pevensie, que creció como reina en Narnia.
- Skandar Keynes como Edmund Pevensie, el tercero y segundo más joven de los cuatro hijos de Pevensie.
  - Mark Wells como el adulto Edmund Pevensie, que creció como rey en Narnia.
- Georgie Henley como Lucy Pevensie, la menor de los cuatro hijos de Pevensie.
  - Rachael Henley (la hermana de Henley en la vida real) como la adulta Lucy Pevensie, que creció como reina en Narnia.
- Liam Neeson como la voz de Aslan, el gran león responsable de crear Narnia.
- Tilda Swinton como la Bruja Blanca, que mantiene a Narnia bajo un invierno eterno sin Navidad ni otras estaciones.
- James McAvoy como el Sr. Tumnus, un fauno que al principio trabaja para la Bruja Blanca, pero se hace amigo de Lucy Pevensie y se une a las fuerzas de Aslan.
- Jim Broadbent como el profesor Digory Kirke, un antiguo profesor. Deja que los niños se queden en su finca durante la guerra.
- Ray Winstone como la voz del Sr. Beaver, un castor que ayuda a llevar a los niños a Aslan.
- Dawn French como la voz de Mrs. Beaver, un castor que ayuda a llevar a los niños a Aslan.
- Kiran Shah como Ginarrbrik, el enano sirviente de la Bruja Blanca.
- Elizabeth Hawthorne como la Sra. Macready, la estricta ama de llaves de Kirke.
- James Cosmo como Papá Noel. Les da a Peter, Susan y Lucy sus regalos de Navidad.
- Michael Madsen como la voz de Maugrim, un lobo que es capitán de la policía secreta de la Bruja Blanca.
- Patrick Kake como el general Oreius, un centauro que es el segundo al mando del ejército de Aslan.
- Shane Rangi como el general Otmin, un minotauro que es el segundo al mando del ejército de la Bruja Blanca.
- Morris Cupton como Train Guard, el guardia del tren en el que viajan Peter, Susan, Edmund y Lucy.
- Judy McIntosh como Helen Pevensie, la madre de los cuatro hijos de Pevensie.
- Rupert Everett como la voz del Sr. Fox, un zorro que ayuda a los niños en su camino hacia Aslan.
- El productor Philip Steuer le da voz a Phillip, el caballo parlante de Edmund.

El locutor de radio que Peter escucha en el día lluvioso cerca del comienzo de la película es interpretado por Douglas Gresham, coproductor de la película e hijastro de CS Lewis. La voz de Keynes se quebró durante el rodaje, por lo que su hermana Soumaya tuvo que volver a repetir parte de su pista de voz. El Sr. Pevensie sólo se vislumbra en una fotografía que Edmund intenta recuperar durante el bombardeo, que es del padre de Sim-Evan Jones. 
Con la excepción de Tilda Swinton, quien fue la primera opción para interpretar a Jadis, la Bruja Blanca, el casting fue un proceso largo. A partir de 2002, Adamson revisó 2.500 cintas de audiciones, conoció a 1.800 niños y realizó talleres con 400 antes de llegar a los cuatro actores finales de los Pevensie. Moseley y Popplewell llegaron desde el principio del casting, mientras que Henley y Keynes llegaron relativamente tarde. Moseley fue elegido porque la directora de casting Pippa Hall recordó que lo eligió como extra en Cider with Rosie (1998). Se adelantó a 3.000 niños para el papel de Peter y dejó la escuela para aprender todas sus líneas.
La voz de Aslan fue un punto de discusión. Brian Cox fue elegido originalmente para el papel el 9 de diciembre de 2004,  pero Adamson cambió de opinión. Liam Neeson buscó el papel, y fue anunciado como la voz el 17 de julio de 2005.

## Producción

### Preproducción
A principios de la década de 1990, los productores Frank Marshall y Kathleen Kennedy estaban planeando una versión cinematográfica. No pudieron encontrar un espacio en Gran Bretaña para rodar la película durante 1996, y sus planes de ambientar la película en los tiempos modernos hicieron que Douglas Gresham se opusiera a la película, además de su sensación de que la tecnología aún no había llegado. para ponerse al día. Perry Moore inició negociaciones con el patrimonio de CS Lewis en 2000. El 7 de diciembre de 2001, Walden Media anunció que había adquirido los derechos de Las Crónicas de Narnia.
El éxito de Harry Potter y la piedra filosofal hizo que los productores sintieran que podían hacer una adaptación fiel de la novela ambientada en Gran Bretaña. "Llegó Harry Potter y se rompieron todas esas líneas culturales o geográficas", explicó Mark Johnson. "Cuando Paramount estaba desarrollando El león, la bruja y el armario, lo imperativo era ambientarlo en Estados Unidos, y simplemente no funciona. [...] No es el libro". Guillermo del Toro rechazó la oferta para dirigir debido a su compromiso en El laberinto del fauno. Después de que Shrek ganara un Premio de la Academia, el director Andrew Adamson comenzó a adaptar el material original con un tratamiento de 20 páginas basado en sus recuerdos del libro. Así, la película comienza con el bombardeo de la Luftwaffe y concluye con una enorme batalla, aunque no ocupan tanto tiempo en la novela.
En la novela, la batalla no se ve hasta que llegan Aslan, Susan, Lucy y sus refuerzos. Esto cambió en la película porque Adamson dijo que podía recordar vívidamente una gran batalla, un ejemplo de cómo Lewis dejó mucho a la imaginación de los lectores. Otros pequeños cambios incluyen la razón por la que los cuatro niños vienen a Narnia: un accidente rompe una ventana y los obliga a esconderse. Tumnus tampoco conoce a Edmund hasta el final de la novela. Se agregaron detalles menores a los Pevensie, como que el nombre de su madre, Helen, era el nombre real de la madre de Georgie Henley. Finchley como hogar de los Pevensie se inspiró en Anna Popplewell, quien en realidad es de Finchley. Adamson también cambió las circunstancias en las que Lucy llega por primera vez a Narnia. Sintió que era más natural que ella viera el armario por primera vez mientras buscaba un escondite para esconderse, en lugar de simplemente encontrarlo explorando la casa. La película también insinúa el papel del profesor Kirke en El sobrino del mago, como los grabados en el armario, cuando en la novela es uno sencillo, y la sorpresa e intriga del profesor cuando Peter y Susan mencionan el descubrimiento de Lucy en el armario. Cuando Lewis escribió la novela, era la primera de la serie, y la historia de fondo descrita más tarde en los libros posteriores de la serie no existía. Además, en la novela, el padre de los niños Pevensie está en Londres con su madre, pero en la película, su padre está luchando en la guerra, como le dice Lucy al Sr. Tumnus cuando se conocen por primera vez en Narnia.
El director de Weta Workshop, Richard Taylor, citó El jardín de las delicias de Hieronymus Bosch como inspiración para la película. Sintió que Narnia tenía que ser menos oscura y cruda que su descripción de la Tierra Media en El Señor de los Anillos porque es un mundo nuevo. Muchos de los diseños de criaturas de Weta fueron diseñados para la creación digital, por lo que cuando Howard Berger y KNB FX heredaron el trabajo de efectos prácticos, tuvieron que pasar tres meses reestructurando los diseños aprobados para animatronics. Los hijos de Berger comentaban y aconsejaban sobre sus diseños; Sugirieron que el cabello de la Bruja Blanca se cambiara de negro a rubio, con lo que Berger estuvo de acuerdo cuando se dio cuenta de que la peluca de Swinton parecía demasiado gótica.

### Rodaje
La fotografía principal comenzó en Nueva Zelanda el 28 de junio de 2004, filmando principalmente en orden cronológico. Adamson hizo esto para crear naturalmente una sensación de desarrollo maduro en sus jóvenes actores, que reflejara su desarrollo en la vida real. A Georgie Henley y Skandar Keynes nunca se les mostró el set antes de filmar escenas de sus personajes entrando en Narnia, ni Henley había visto a James McAvoy con su disfraz de Sr. Tumnus antes de filmar sus escenas juntos.
La primera escena filmada fue en la antigua base Hobsonville de la RNZAF para la escena del ferrocarril. Posteriormente, filmaron la escena de Blitz, que Adamson llamó su primer día formal de rodaje.
Los realizadores pidieron permiso para traer doce renos a Nueva Zelanda para tirar del trineo de la Bruja Blanca. Fueron desmentidos por el Ministerio de Agricultura y Silvicultura, citando como motivo la fiebre Q potencialmente mortal, que padece la población de renos de América del Norte. Sin embargo, se permitió la entrada a diez lobos e híbridos de lobos para filmar en Auckland.  Para reemplazar los renos vivos negados, Creature Effects, Inc. de Mark Rappaport creó cuatro renos animatrónicos que se usaron en tomas donde los ciervos estaban parados en su lugar. Los renos fueron diseñados con pieles reemplazables para aprovechar al máximo; marrones para los de Papá Noel y blancos para los de la Bruja Blanca.
El elenco y el equipo pasaron su tiempo en Nueva Zelanda en Auckland antes de mudarse en noviembre a la Isla Sur. Los lugares de rodaje en la Isla Sur incluyeron Flock Hill en Canterbury, el área conocida como Elephant Rocks cerca de Duntroon en North Otago, que se transformó en el campamento de Aslan. La escena del castillo se rodó en la bahía de Purakaunui, en el distrito de Catlins, no lejos del punto más meridional de Nueva Zelanda.
Filmaron en la República Checa (Praga y el Parque Nacional České Švýcarsko), Eslovenia y Polonia después de las vacaciones de Navidad, antes de terminar en febrero. 

### Postproducción
La película fue editada por Jim May y Sim Evan-Jones. Jones afirma que le gustó mucho la resolución de problemas que se puede realizar con la edición. Según Sim, "La forma en que puedes tomar cosas, ordenarlas y ser el guardián de la historia sin tener que interactuar con los actores, el equipo y el reinado" lo atrajo a la edición cinematográfica.
Jim May había trabajado en varias instalaciones de efectos visuales (Boss Film, ILM y Sony Pictures Imageworks) y, finalmente, pasó a la edición de largometrajes como editor de efectos visuales en la sala de montaje. 

### Música
La banda sonora fue compuesta por Harry Gregson-Williams, quien anteriormente había trabajado con Adamson en Shrek (2001) y Shrek 2 (2004). Además hay tres canciones originales en la película; "Can't Take It In" de Imogen Heap, "Wunderkind" de Alanis Morissette y "Winter Light" de Tim Finn. La cantante principal de Evanescence, Amy Lee, también escribió una canción para la película, pero no se incluyó en la banda sonora.
La banda sonora fue grabada en Abbey Road Studios, Londres, Inglaterra, y en Los Ángeles, California. Gregson-Williams empleó la Orquesta Sinfónica de Hollywood Studio de 75 integrantes, junto con un coro de 140 miembros (en su mayoría miembros del Bach choir. Londres) y muchos otros músicos solistas como el violinista eléctrico Hugh Marsh y la vocalista Lisbeth Scott (en su estudio Wavecrest). Compuso la partitura original y luego pasó desde finales de septiembre hasta principios de noviembre de 2005 dirigiendo la Orquesta de Hollywood y supervisando la grabación del coro inglés. Para el "color", empleó instrumentos utilizados en la música folclórica antigua y, para subrayar momentos dramáticos críticos, añadió texturas corales y, ocasionalmente, una voz solista. La partitura incluye instancias de música electrónica.
La banda sonora recibió dos nominaciones al Globo de Oro, Mejor Banda Sonora Original y Mejor Canción Original (por "Wunderkind").
EMI también lanzó una banda sonora recopilatoria titulada Música inspirada en las crónicas de Narnia: El león, la bruja y el armario, que se lanzó en septiembre de 2005. El álbum incluye canciones de artistas de música cristiana contemporánea, como Bethany Dillon, Kutless y Nichole Nordeman. Lanzó "Waiting for the World to Fall" de Jars of Clay como sencillo. El álbum ganó el premio al Álbum de Evento Especial del Año en los GMA Music Awards.
Otra canción inspirada en la película es "Lazy Sunday" (también conocida como "El rap de Narnia") de The Lonely Island y Chris Parnell. La canción y su vídeo musical fueron lanzados como un sketch de comedia en un episodio de 2005 del programa de televisión Saturday Night Live. Tanto la canción como su vídeo son una parodia de canciones de rap hardcore. En "Lazy Sunday", Parnell y el miembro de Lonely Island, Andy Samberg, rapean, entre otras cosas, sobre ir a ver Las Crónicas de Narnia en una sesión matinal de la tarde. La broma es que la letra de la canción no es típica del rap duro, que normalmente representa escenas de crimen y violencia. El propio Samber describe "Lazy Sunday" como "dos tipos rapeando sobre temas muy tontos y sensibles". Tanto la canción como su vídeo se convirtieron en un éxito de la noche a la mañana, sorprendiendo a sus creadores. A "Lazy Sunday" se le atribuye haber ayudado a revivir Saturday Night Live, que estuvo estancado en los años previos al lanzamiento de la canción. Se subieron varias copias piratas de "Lazy Sunday" al YouTube para compartir vídeos, que se había lanzado a principios de año, donde fueron muy populares y obtuvieron un total combinado de cinco millones de visitas (un número muy grande para un vídeo en línea en el tiempo). La popularidad del video atrajo una amplia atención a YouTube e impulsó el éxito del sitio, convirtiéndose rápidamente en el sitio web de videos más popular en Internet y uno de los sitios web más populares en general, y así permaneció hasta principios de la década de 2020.

## Estreno
El 7 de diciembre de 2005, la película tuvo su estreno mundial en Londres como la 59.ª Royal Film Performance, un evento celebrado en ayuda de The Film and Television Charity. El evento tuvo lugar en el Royal Albert Hall y contó con la presencia del entonces Príncipe de Gales y Duquesa de Cornualles. La película se estrenó el 8 de diciembre de 2005 en el Reino Unido y el 9 de diciembre de 2005 en Norteamérica y el resto de Europa.

### Taquilla
Mundialmente, Narnia ganó 745 013 115 dólares, lo que la convierte en la película número 55 con mayor recaudación de todos los tiempos en todo el mundo. Tuvo un estreno mundial de 107,1 millones de dólares, lo que marcó el quinto estreno más grande de Disney en todo el mundo (en ese momento fue el más grande). Es la tercera película más taquillera del mundo entre las estrenadas en 2005 y sigue siendo la película de mayor recaudación de la franquicia Narnia en todo el mundo, y por separado en Norteamérica y el extranjero. Por último, también es la película de mayor éxito de Walden Media a nivel mundial.

### Fechas de estreno mundial
| País                                                                          | Fecha de estreno                  |
| ----------------------------------------------------------------------------- | --------------------------------- |
| Alemania                                                                      | Jueves 8 de diciembre de 2005     |
| Argentina                                                                     | Jueves 5 de enero de 2006         |
| Australia                                                                     | Lunes 26 de diciembre de 2005     |
| Austria                                                                       | Viernes 9 de diciembre de 2005    |
| Bélgica                                                                       | Miércoles 21 de diciembre de 2005 |
| Belice · Costa Rica · El Salvador · Guatemala · Honduras · Nicaragua · Panamá | Viernes 6 de enero de 2006        |
| Bolivia                                                                       | Jueves 29 de diciembre de 2005    |
| Brasil                                                                        | Viernes 9 de diciembre de 2005    |
| Bulgaria                                                                      | Viernes 23 de diciembre de 2005   |
| Chile                                                                         | Jueves 5 de enero de 2006         |
| China                                                                         | Miércoles 8 de marzo de 2006      |
| Colombia                                                                      | Miércoles 4 de enero de 2006      |
| Corea del Sur                                                                 | Miércoles 28 de diciembre de 2005 |
| Croacia                                                                       | Jueves 5 de enero de 2006         |
| Dinamarca                                                                     | Domingo 25 de diciembre de 2005   |
| Ecuador                                                                       | Viernes 9 de diciembre de 2005    |
| Egipto                                                                        | Miércoles 25 de enero de 2006     |
| Emiratos Árabes Unidos                                                        | Miércoles 11 de enero de 2006     |
| Eslovenia                                                                     | Jueves 8 de diciembre de 2005     |
| España                                                                        | Miércoles 7 de diciembre de 2005  |
| Estados Unidos · Canadá                                                       | Viernes 9 de diciembre de 2005    |
| Estonia                                                                       | Viernes 23 de diciembre de 2005   |
| Filipinas                                                                     | Domingo 8 de enero de 2006        |
| Finlandia                                                                     | Viernes 23 de diciembre de 2005   |
| Francia                                                                       | Miércoles 21 de diciembre de 2005 |

| País                         | Fecha de estreno                  |
| ---------------------------- | --------------------------------- |
| Ghana                        | Sábado 24 de diciembre de 2005    |
| Grecia                       | Jueves 22 de diciembre de 2005    |
| Hong Kong                    | Jueves 26 de enero de 2006        |
| Hungría                      | Jueves 22 de diciembre de 2005    |
| India                        | Viernes 23 de diciembre de 2005   |
| Indonesia                    | Miércoles 7 de diciembre de 2005  |
| Islandia                     | Lunes 26 de diciembre de 2005     |
| Israel                       | Jueves 22 de diciembre de 2005    |
| Italia                       | Miércoles 21 de diciembre de 2005 |
| Japón                        | Sábado 4 de marzo de 2006         |
| Letonia                      | Viernes 23 de diciembre de 2005   |
| Líbano                       | Jueves 29 de diciembre de 2005    |
| Lituania                     | Viernes 23 de diciembre de 2005   |
| Malasia                      | Jueves 8 de diciembre de 2005     |
| México                       | Viernes 9 de diciembre de 2005    |
| Nigeria                      | Martes 27 de diciembre de 2005    |
| Noruega                      | Lunes 26 de diciembre de 2005     |
| Nueva Zelanda                | Jueves 8 de diciembre de 2005     |
| Países Bajos                 | Miércoles 21 de diciembre de 2005 |
| Paraguay                     | Viernes 6 de enero de 2006        |
| Perú                         | Jueves 5 de enero de 2006         |
| Polonia                      | Viernes 6 de enero de 2006        |
| Portugal                     | Jueves 8 de diciembre de 2005     |
| Reino Unido Irlanda          | Jueves 8 de diciembre de 2005     |
| República Checa · Eslovaquia | Jueves 5 de enero de 2006         |
| Rumania                      | Viernes 6 de enero de 2006        |
| Rusia                        | Jueves 22 de diciembre de 2005    |
| Serbia · Montenegro          | Jueves 5 de enero de 2006         |
| Singapur                     | Jueves 22 de diciembre de 2005    |
| Sudáfrica                    | Viernes 23 de diciembre de 2005   |
| Suecia                       | Miércoles 21 de diciembre de 2005 |
| Suiza                        | Miércoles 7 de diciembre de 2005  |
| Tailandia                    | Jueves 29 de diciembre de 2005    |
| Taiwán                       | Viernes 30 de diciembre de 2005   |
| Turquía                      | Viernes 13 de enero de 2006       |
| Ucrania                      | Jueves 22 de diciembre de 2005    |
| Uruguay                      | Viernes 6 de enero de 2006        |
| Venezuela                    | Viernes 9 de diciembre de 2005    |

## Recepción
La película ha recibido reseñas positivas por parte de la crítica y de la audiencia. En el portal de internet Rotten Tomatoes, la película posee una aprobación de 76%, basada en 202 reseñas, con una puntuación de 6.9/10 por parte de la crítica, mientras que de parte de la audiencia tiene una aprobación de 61%.
La página web Metacritic le ha dado a la película una puntuación de 75 de 100, basada en 49 reseñas, indicando "reseñas generalmente favorables". Las audiencias de CinemaScore le han dado una calificación de "A+" en una escala de A+ a F, mientras que en el sitio web IMDb los usuarios le han dado una puntuación de 6.9/10, sobre la base de más de 300 000 votos.
El crítico Rogert Ebert le dio una calificación de 3 estrellas sobre 4. El crítico Leonard Martin le otorgó a la película 3 estrellas sobre 4, llamándola "una valiosa e impresionante película familiar", aunque también dijo, "que se enciende un poco y los efectos especiales son extremadamente variables." Duane Dudak del Millwaukee Journal Sentinel le otorgó 3/4. Elizabeth Weitzman del New York Daily News le dio 4 de 4 estrellas y dijo: "Un viaje que atraviesa la generación, que se siente cómodamente familiar tanto emocionante y original." Incluso el crítico Mick LaSalle del San Francisco Chronicle aparece como la segunda mejor película del año 2005.

## Premios y nominaciones
Premios Óscar
| Año  | Categoría                            | Película                                             | Resultado |
| ---- | ------------------------------------ | ---------------------------------------------------- | --------- |
| 2005 | Óscar al mejor maquillaje            | Howard Berger Tami Lane                              | Ganadores |
| 2005 | Óscar al mejor sonido                | Terry Porter Dean A. Zupancic Tony Johnson           | Nominados |
| 2005 | Óscar a los mejores efectos visuales | Dean Wright Bill Westenhofer Jim Berney Scott Farrar | Nominados |

Globos de Oro
| Año  | Categoría                                           | Película               | Resultado |
| ---- | --------------------------------------------------- | ---------------------- | --------- |
| 2006 | Globo de Oro a la mejor banda sonora                | Harry Gregson-Williams | Nominado  |
| 2006 | Globo de Oro a la mejor canción original Wunderkind | Alanis Morissette      | Nominada  |

Premios BAFTA
| Año  | Categoría                              | Película                                             | Resultado |
| ---- | -------------------------------------- | ---------------------------------------------------- | --------- |
| 2005 | BAFTA al mejor diseño de vestuario     | Isis Mussenden                                       | Nominada  |
| 2005 | BAFTA al mejor maquillaje y peluquería | Howard Berger Gregory Nicotero Nikki Gooley          | Ganadores |
| 2005 | BAFTA a los mejores efectos visuales   | Dean Wright Bill Westenhofer Jim Berney Scott Farrar | Nominados |